# Microtus mongolicus
Microtus mongolicus är en däggdjursart som först beskrevs av Gustav Radde 1861.  Microtus mongolicus ingår i släktet åkersorkar och familjen hamsterartade gnagare. IUCN kategoriserar arten globalt som livskraftig. Inga underarter finns listade i Catalogue of Life.
Arten blir 119 till 132 mm lång (huvud och bål) och har en 28 till 38 mm lång svans. Bakfötterna är 17 till 19 mm långa och öronen är 13 till 14 mm stora. Övergången från den mörk rödbruna pälsen till ovansidan till undersidans gråaktiga päls pågår stegvis. På fram- och baktassarnas ovansida förekommer bruna och silverfärgade hår. Den avvikande formen av knölarna på kindtänderna skiljer Microtus mongolicus från andra släktmedlemmar.
Denna sork förekommer i norra Mongoliet, i nordöstra Kina och i angränsande områden av Ryssland. Den lever i bergstrakter och på högplatå upp till 3000 meter över havet. Arten vistas i skogar och i stäpper med några trädgrupper.
Microtus mongolicus äter gröna växtdelar samt rötter och annan underjordisk växtlighet. Den skapar förråd som kan väga upp till 2 kg.
I familjegruppens revir finns 5 till 6 underjordiska bon med två till åtta ingångar, ett större sovrum och upp till två förrådsrum. I regioner med högt gräs kan arten vara aktiv under alla dagtider med en vilotid under de hetaste timmarna. När det endast finns låg växtlighet är Microtus mongolicus aktiv vid skymningen och gryningen. Mellan maj och augusti har honor två kullar med 5 till 9 ungar per kull.